# Aubigny-en-Laonnois
Aubigny-en-Laonnois là một xã ở tỉnh Aisne, vùng Hauts-de-France thuộc miền bắc nước Pháp.